# Friedrich Joseph Gräff
Friedrich Joseph Gräff (* 11. Juli 1822 in Darmstadt; † 1. Oktober 1894 ebenda) war Kreisrat im Kreis Grünberg und im Kreis Heppenheim im Großherzogtum Hessen.

## Familie
Seine Eltern waren der Oberst Friedrich Konrad Gräff (1790–1875) und dessen Frau Barbara Franziska, geborene Herz. Friedrich Joseph Gräff heiratete 1854 Sophie Rödler (1831–1914), Tochter des Baumeisters Joseph Rödler.

## Karriere
Erste Stelle von Friedrich Joseph Gräff war die eines Hofgerichtsakzessisten. 1852 wurde er Assessor beim Kreis Mainz, 1861 Kreisrat – anfangs kommissarisch – im Kreis Grünberg. 1865 wechselte er in gleicher Funktion zum Kreis Heppenheim. Dieses Amt hatte er bis zu seiner Pensionierung 1891 inne.

## Ehrungen
- 1877 Ritterkreuz I. Klasse des Verdienstordens Philipps des Großmütigen[1]
- 1879 Ritterkreuz I. Klasse des badischen Ordens vom Zähringer Löwen[1]
- 1888 Krone zum Ritterkreuz I. Klasse des Verdienstordens Philipps des Großmütigen[1]
- 1891 Geheimer Regierungsrat[1]